# Tommy Armour
Thomas Dickson Armour, Tommy Armour, född den 24 september 1894 i Edinburgh i Skottland, död den 12 september 1968 i Larchmont, var en professionell golfspelare. Han kallades "Silver Scot".
Vid sin militärtjänstgöring under första världskriget förlorade Armour synen vid en senapsgasexplosion och han fick operera in en metallplatta i sitt huvud och sin vänstra arm. Under konvalescensen återfick han synen på sitt högra öga och började därefter att spela golf.
Armour vann många tävlingar i Europa och han blev bland annat irländsk och fransk amatörmästare. I början av 1920-talet flyttade han till USA och träffade Walter Hagen som gav honom jobb som sekreterare i Westchester-Biltmore Club. Han blev då amerikansk medborgare och 1924 blev han professionell golfspelare. Han vann US Open 1927, PGA Championship 1930 och The Open Championship 1931.
Tommy Armour drog sig tillbaka från de stora tävlingarna efter 1935 och började som golfinstruktör på Boca Raton Club i Florida för  50 dollar per lektion. Bland hans elever fanns Babe Zaharias och Lawson Little.
Under andra världskriget spelade Armour uppvisningstävlingar för USO och Röda Korset.
Armour skrev många böcker, bland annat en bok tillsammans med Herb Graffis 1952, How to Play Your Best Golf All the Time. Den blev en storsäljare och var under lång tid den mest sålda boken om golf.
Armour valdes in i PGA Hall of Fame 1940 och i World Golf Hall of Fame 1975. Han har även fått golfutrustning uppkallad efter sig.
| Majorsegrare genom tiderna                                                                                     |                   |              |                |                  |
| 200 olika spelare har vunnit i herrarnas majortävlingar. Tommy Armour var den 50:e spelaren som vann en major. |                   |              |                |                  |
| 1:a | 49:e              | 50:e         | 51:a           | 200:e            |
| Willie Park Sr                                                                                                 | Willie Macfarlane | Tommy Armour | Johnny Farrell | Louis Oosthuizen |
| Lista över golfens majorsegrare                                                                                |                   |              |                |                  |